# Purple Rain (sång)
Purple Rain är en rockballad av Prince och hans band The Revolution från 1984 års album Purple Rain. Albumet utgör soundtracket till filmen Purple Rain där Prince spelar huvudrollen. Låten nådde andraplatsen på Billboards singellista och har blivit en av Princes mest kända låtar. Musiktidningen Rolling Stone sammanställde 2004 en lista över tidernas 500 bästa låtar, där placerades "Purple Rain" på plats 143.

## Coverversioner
I Dansbandskampen 2008 framfördes en dansbandsversion av Purple Rain av Larz-Kristerz. Bandet släppte senare en inspelning av låten på albumet Hem till dig 2009. I Allsång på Skansen framförde bandet 2009 låten tillsammans med Pauline.

## Listplaceringar
| Lista (1984-1985) | Topplacering |
| ----------------- | ------------ |
| Frankrike         | 12           |
| Nederländerna     | 1            |
| Norge             | 5            |
| Nya Zeeland       | 16           |
| Schweiz           | 5            |
| Sverige           | 5            |
| Österrike         | 4            |